# (1103) Sequoia
Pour les articles homonymes, voir Séquoia (homonymie).
(1103) Sequoia est un astéroïde de la ceinture principale découvert le 9 novembre 1928 par l'astronome allemand Walter Baade.

Sa désignation provisoire était 1928 VB.

## Nom
Il a reçu son nom en hommage au Parc national de Sequoia. 